# Die Freundinnen (Novelle)
Die Freundinnen ist eine Novelle des österreichischen Schriftstellers Friedrich Halm aus dem Jahre 1860. Eine Frau erfährt darin, dass ihr Ehemann ein Kind mit ihrer besten Freundin hat. Die Freundin weiß aber die Gründe für den Fehltritt so plausibel zu erklären, dass es weder zwischen den Freundinnen noch zwischen den Ehegatten zu einem Zerwürfnis kommt.

## Inhalt
Halms Novelle spielt im Jahre 1644 in Irland unter historisch nachweisbaren Personen. Gräfin Elisabeth, Mutter von fünf Kindern und seit 14 Jahren glücklich mit James Butler, Graf von Ormonde, dem Vizekönig von Irland, verheiratet, wartet auf Schloss Kilkenny Castle auf die Ankunft ihrer Freundin Lady Isabella Rich, die ihr die Zeit verkürzen soll, während ihr Gatte in London seinen Staatsgeschäften nachgeht. Im Rückblick wird erzählt, wie James und Elisabeth, die eigentlich aus verfeindeten Familien stammten, die Erbfeindschaft überwanden und sich kennen und lieben lernten, gegen den erklärten Widerstand des englischen Königs Jakob, der ihrer Verbindung nicht zustimmen wollte und daher Elisabeth gewaltsam von ihrem Geliebten entfernt hatte. Unterstützung fand Elisabeth damals jedoch in ihrer Freundin Isabella, die ihr geheime Zusammenkünfte mit dem Geliebten ermöglichte, bis es James nach jahrelangen Bemühungen schließlich gelang, die Zustimmung des Königs zu der geplanten Eheschließung zu erhalten.
Ein Bote überbringt einen Brief Meiner innigstgeliebten Elisabeth in der Handschrift ihres Mannes, dessen Inhalt jedoch offensichtlich an Lady Isabella gerichtet ist, und in dem Graf James Lady Isabella mitteilt, dass ihr gemeinsames Kind, ein Knabe names William, ein College in Cambridge besucht und dort gute Fortschritte macht. Der Absender wertet das als Segen des Himmels und als Vergebung für den begangenen Fehltritt.
Elisabeth fällt aus allen Wolken, zumal ihr Gemahl ihr nie den geringsten Anlass zum Zweifel an seiner ehelichen Treue geliefert hat, und die bisherigen 14 Ehejahre in ungetrübtem Glück verlaufen sind. Besonders schwer wiegt für sie, dass der Fehltritt offenbar in der ersten Zeit ihrer jungen Ehe passiert sein muss. Ihre Nachforschung bei dem Boten ergibt, dass er auch einen – vor Elisabeth geheimzuhaltenden – Brief an Lady Isabella von Graf James abzugeben hatte, offenbar wurden die Umschläge verwechselt.
Elisabeth legt der Freundin den irrtümlich zu ihrer Kenntnis gelangten Brief vor und fordert sie in schroffen Worten auf, unverzüglich abzureisen. Die verzweifelte Isabella kann aber immerhin noch erreichen, dass Elisabeth ihre Erklärung anhört. Die sich anschließende Binnenerzählung Isabellas nimmt fast den gesamten noch folgenden größeren Teil der Novelle ein:
Isabella wächst in London in einem vom Puritanismus geprägten Umfeld auf. Heimlich besucht sie in Männerkleidern eine Theateraufführung und wird dort von einem Unbekannten gegen die zudringlichen Annäherungsversuche eines betrunkenen Nachbarn beschützt. Der Unbekannte bringt sie nach Hause, das schwärmerische Andenken an ihn, insbesondere der Wohllaut seiner Stimme lassen sie fortan nicht mehr los. Nach dem Tode ihrer Mutter wird sie von ihrem Vormund in dasselbe Schloss Eldon Manor gebracht, in dem auch Elisabeth getrennt von ihrem Verlobten Graf James von Ormonde leben muss. Die beiden werden rasch zu Freundinnen. Bei einem heimlichen Treffen Elisabeths mit ihrem Verlobten erkennt Isabella in diesem mit Entsetzen ihren ritterlichen Beschützer aus dem Theater wieder.
Im darauf folgenden Winter erkrankt Elisabeth schwer und wird von Isabella gepflegt. In einer rauen, stürmischen Nacht langt unvermutet Graf James auf Eldon Manor an. Elisabeth, die zu schwach zum Aufstehen ist, drängt Isabella, den Gast willkommen zu heißen. In der nur schwach erleuchteten Besucherkammer bei dumpfer, schwüler Gewitteratmosphäre hält James die eintretende Isabella für seine Verlobte Elisabeth und fällt über sie her, erhitzt vom langen Ritt und zu raschem Weingenuss. Isabella, unfähig, dem geliebten Mann zu widerstehen, gibt sich ihm halb ohnmächtig hin. Am Morgen erkennt James seinen Irrtum, Isabella flieht.
In mehreren Briefen an Isabella klagt James sich als den allein Schuldigen an und bietet Isabella seine Hand unter Verzicht auf Elisabeth, um den Fehltritt wieder gut zu machen. Isabella lehnt jedoch das Ansinnen ab, Frau eines Mannes zu werden, der sie entehrt hat und der zudem eine andere liebt. Außerdem will sie nicht dem Glück ihrer besten Freundin im Wege stehen, zumal gerade zu dieser Zeit König Jakob seinen Widerstand gegen die geplante Verbindung James’ mit Elisabeth aufgibt. So ist sie bereits wieder mit sich und der Welt halbwegs im Reinen, als eine erneute Verkomplizierung der Situation in Form der ihr nun bewusst werdenden Schwangerschaft eintritt. Vor die Wahl gestellt, entweder James’ Hand anzunehmen und damit das Glück ihrer Freundin zu zerstören, oder als alleinstehende Frau vor der Welt entehrt ihr Kind großziehen zu müssen, kommt ihr ein glücklicher Zufall in Gestalt einer Einladung in die Niederlande zu Hilfe. Dort bringt sie zurückgezogen den kleinen William zur Welt und übergibt ihn nach wenigen Jahren in die Obhut seines Vaters zur weiteren Erziehung.
Die tief bewegte Elisabeth entwirft einen Brief an ihren Gemahl, in dem sie ihm aufdeckt, dass sie durch die Verwechslung der Briefe von dem Fehltritt weiß, lobt sein Verhalten als Edelmann in dieser Angelegenheit und schlägt vor, William zusammen mit ihren gemeinsamen Söhnen aufwachsen zu lassen. Der Brief wird jedoch wieder verworfen, Graf James soll weiterhin glauben, das Geheimnis wüssten nur er und Isabella, und die Freundinnen bleiben Freundinnen.
In einem Nachsatz wird lapidar über die weiteren Schicksale der Protagonisten berichtet: Graf James muss in politischen Wirren aufs Festland fliehen, Gräfin Elisabeth bleibt mit der bis an ihr Lebensende unverheirateten Isabella auf Kilkenny Castle zurück, William stirbt als junger Mann.

## Entstehungsgeschichte
Halms Herausgeber Emil Kuh gibt als Stoffquelle dieser im wahrsten Sinne des Wortes „unerhörten Begebenheit“ eine Stelle des Werkes A history of the life of James Duke of Ormonde from his birth in 1610 to his death in 1688 (London 1736) von Thomas Carte an.
Es verwundert nicht, dass Halm zu Lebzeiten von der Veröffentlichung des heiklen Stoffes absah. So erschien die Novelle erst posthum 1872 im 11. Band von Faust Pachlers und Emil Kuhs 12-bändiger Gesamtausgabe der Werke Halms.

## Bewertung
Bewundernswert ist die straffe Handlungsführung, die jedes Detail in den Dienst der Erklärung des eigentlich nicht „schönzuredenden“ Vorfalls stellt, sowie die Spiegelung des Verwechslungsmotivs (die Verwechslung der Briefe deckt die Verwechslung der Frauen auf). Die Verwandtschaft zu Heinrich von Kleists Novelle Die Marquise von O.... (1808) lässt sich in vielen inhaltlichen (Schwängerung einer ohnmächtigen Frau; ritterliches Verhalten des Täters; Weigerung der Frau, diesen Mann zu ehelichen) und formalen Details (zuerst Schilderung des unerhörten Vorfalles, dann rückblickend die Auflösung) nachweisen. Halms Novelle wurde als „Musterbeispiel deutscher Novellistik“ bezeichnet.